# Tardos Márton
Tardos Márton (Budapest, 1928. december 22. – Budapest, 2006. június 2.), magyar közgazdász, országgyűlési képviselő, az SZDSZ alapító tagja.

## Életpályája
Édesapja, Neuschlosz Albert mérnök, építési vállalkozó, édesanyja Kolish Magda háztartásbeli volt. 1944-ben deportálták őket, mindketten meghaltak. 
A Berzsenyi Dániel Gimnáziumban érettségizett, majd 1947-1948 között a József Nádor Műszaki és Gazdaságtudományi Egyetem Közgazdasági Karának a hallgatója. 1948-1956 között az MDP tagja volt. Ösztöndíjjal 1948-tól a Leningrádi Tervintézetben tanult tovább, ahol 1952-ben szerzett közgazdászdiplomát. Az Országos Tervhivatalba került, osztályvezető-helyettesként éves és távlati tervezéssel foglalkozott. 1956-ban az Országos Tervhivatal Forradalmi Bizottságában való részvétele miatt elbocsátották állásából. Ezután 1957-1964-ig a Kereskedelmi Kamarában, 1964-1980 között a Konjunktúra- és Piackutató Intézetben dolgozott, a magyar gazdasággal foglalkozó kutatásokban vett részt, reformközgazdászként részt vett az 1968-as Új Gazdasági Mechanizmus kidolgozásában. 1976-tól a Marx Károly Közgazdaságtudományi Egyetem címzetes egyetemi docense. 1980-tól az MTA Közgazdaság-tudományi Intézete munkatársa, a gazdasági mechanizmussal foglalkozó
osztály vezetője. 1987-1990 között a Pénzügykutató Rt. elnök-vezérigazgatója. A Pénzügykutatónál ő volt a Fekete Doboz videóinak első felelős kiadója, a Fekete Doboz Alapítvány kezdeményezője is. 1990-1993 között a Budapesti Értéktőzsde felügyelőbizottságának tagja. A Magyar Közgazdasági Társaságnak és az MTA Közgazdaság-tudományi Bizottságának tagja.
A demokratikus ellenzékkel kialakulásától kezdve kapcsolatban állt. 1985-ben részt vett a monori találkozón. 1988-ban az Új Márciusi Front alapító tagja. A Szabad Kezdeményezések Hálózata, majd 1988. november 13-án a Szabad Demokraták Szövetsége alapító tagjaként a kezdetektől részt vett a párt országos tanácsának a munkájában. A budapesti területi listáról került a parlamentbe, az SZDSZ országgyűlési képviselője (1990-2002), frakcióvezetője (1991-1993) volt, 1994-1998 között a gazdasági bizottság elnöke, de tevékenykedett a költségvetési és pénzügyi, valamint a foglalkoztatási és munkaügyi bizottságban is. Az Orbán-kormány idején volt utoljára politikailag aktív, 2002-ben már nem indult a választásokon.
Kutatásait a közgazdaság-elmélet, a külgazdaság, a pénz- és vállalatelmélet tárgykörében végezte. Számos cikket, tanulmányt, önálló kötetet jelentetett meg Magyarországon, Európában és az Egyesült Államokban is.
2006. március 15-én vette át a Magyar Köztársasági Érdemrend középkeresztje (polgári tagozata) kitüntetését.

## Művei
- Gazdaságossági számítások és a világpiaci ár; Magyar Kereskedelmi Kamara, Bp., 1962
- A nemzetközi kereskedelem néhány problémájának vizsgálata lineáris programozási modellek segítségével; Konjunktúra- és Piackutató Intézet, Bp., 1967
- A nemzetközi munkamegosztás hosszútávú alakulásának alternatívái. Matematikai modell segítségével végzett kísérleti számítások eredményei; Országos Tervhivatal, Bp., 1971 (Nemzetközi gazdasági kapcsolatok és a külkereskedelem fejlődése, Hosszútávú Tervezési Bizottság)
- Tardos Márton–Nagy Ágnes: A szovjet-magyar külkereskedelem árszínvonala; Konjunktúra- és Piackutató Intézet, Bp., 1976
- Vállalati magatartás, vállalati környezet; szerk. Tardos Márton; Közgazdasági és Jogi, Bp., 1980 (Időszerű közgazdasági kérdések)
- Vita a gazdaságirányítás és a szervezeti rendszer fejlesztéséről; szerk. Fazekas Károly; MTA Közgazdaságtudományi Intézet, Bp., 1982 (A Magyar Tudományos Akadémia Közgazdaságtudományi Intézetének közleményei)
- Reform and transformation in Eastern Europe. Soviet-type economics on the threshold of change; szerk.  Kovács János Mátyás Kovács, Tardos Márton; Routledge–Institut für die Wissenschaften vom Menschen, London–New York–Vienna, 1992
- A liberális reformer. Válogatás a 70 éves Tardos Márton írásaiból; Pénzügykutató Rt.–Perfekt, Bp., 1999